# Alejandra Sánchez Orozco
Sofía Alejandra Sánchez Orozco (Chihuahua, 1973) es una directora, productora, editora y documentalista mexicana. En el campo del documental, su obra Bajo Juárez, la ciudad devorando a sus hijas (2006) fue seleccionada en diversos festivales y ha recibido varios premios internacionales.

## Biografía

### Formación académica y estudios
Sánchez Orozco estudió la licenciatura en Comunicación Social en la Universidad Autónoma Metropolitana, así como cinematografía en el Centro Universitario de Estudios Cinematográficos (UNAM). Más tarde realizó una maestría en guionismo en la Universidad Intercontinental, con la tesis titulada “Las fronteras difusas entre el documental y la ficción”.

### Carrera cinematográfica
Como parte de su labor cinematográfica y de documentalista, Sánchez Orozco ha trabajado en el Canal 22, donde dirigió un programa de su autoría titulado Gregoria, la cucaracha de 2009 a 2013.
Sus obras cinematográficas han estado en más de 20 festivales internacionales, entre los que destacan el Festival Internacional de Cine de Morelia (FICM).
En 2006 codirigió, junto a José Antonio Cordero, Bajo Juárez, la ciudad devorando a sus hijas, un largometraje documental que retrata el episodio de los feminicidios en Ciudad Juárez, y el cual fue bien recibido en diversos festivales nacionales e internacionales, y fue nominado en la edición 50 de los Premios Ariel de 2008 en la categoría de Mejor Documental.
En 2011 realizó el documental titulado Agnus Dei, cordero de Dios, el cual participó en el 9.º FICM. Este documental fue dirigido, producido y escrito por ella. En esta obra explora de manera ficcional, el abuso sexual y la pederastia clerical en palabras de una de sus víctimas, quien cuando crece busca a su agresor para confrontarlo y denunciarlo. Se trata de la historia de Jesús Romero Colín, que cuando era niño sufrió el abuso del sacerdote católico Carlos López Valdés por nueve años.
En 2014, dirigió un largometraje de ficción titulado Seguir viviendo (2014), en el cual explora la historia de dos niños que huyen de Ciudad Juárez por la violencia y porque están amenazados de muerte.
En 2015, realizó un corto de ficción titulado Luisa (¡Smuack!), seleccionado para formar parte de la Selección Oficial del 13° FICM. En este corto se explora el tema de la homosexualidad y la maternidad.
El último trabajo de Sánchez Orozco, La vida no vale nada, es un documental que narra la historia de Gabriela, una sicaria, y pone en diálogo la línea delgada entre víctima y victimaria.

## Premios y reconocimientos
- Premio del Público en el 2.º Festival Internacional de Cine de Morelia por el cortometraje de ficción Te apuesto y te gano (2003)
- Mención Especial y el Premio TITRA en el 4.º FICM por el documental Bajo Juárez, la ciudad devorando a sus hijas (2006)
- Mejor Documental en el 14.º Festival de Cine Latino de San Diego por Bajo Juárez, la ciudad devorando a sus hijas.
- Mejor Documental en la categoría Frontera en el 5.º Encuentro Hispanoamericano de Cine y Video Documental Independiente Contra el Silencio Todas las Voces por Bajo Juárez, la ciudad devorando a sus hijas.
- 2011 - Premio José Rovirosa de la Universidad Nacional Autónoma de México (UNAM) a Mejor Documental, por Agnus Dei, cordero de Dios
- Premio Coral a Mejor Documental en el 33.er Festival Internacional del Nuevo Cine Latinoamericano, La Habana, Cuba, por Agnus Dei, cordero de Dios
- Premio Especial del Jurado en el 51.er Festival Internacional de Cine de Cartagena de Indias (FICCI), Colombia, por Agnus Dei, cordero de Dios
- Mención Especial del Jurado en el 23.er Encuentro Cinelatino de Toulouse, Francia, por Agnus Dei, cordero de Dios
- Premio del Público Joven en el 6.º Festival de Cine Mexicano de Durango, México, por Seguir viviendo (2014)
- 2013 fue nombrada como parte del Sistema Nacional de Creadores de Arte del FONCA.

## Filmografía
- El alquimista, 1996[9]
- Me quedé viuda muy pronto, 1998[9]
- Desdentado desde entonces, 1999[9]
- Ni una más, 2000[9]
- Te apuesto y te gano, 2002[9]
- Bajo Juárez, la ciudad devorando a sus hijas, 2006
- Agnus Dei, cordero de Dios, 2011[10]
- Seguir viviendo, 2014
- Luisa (¡Smuack!), 2015